# Seleção Argentina de Basquetebol Masculino

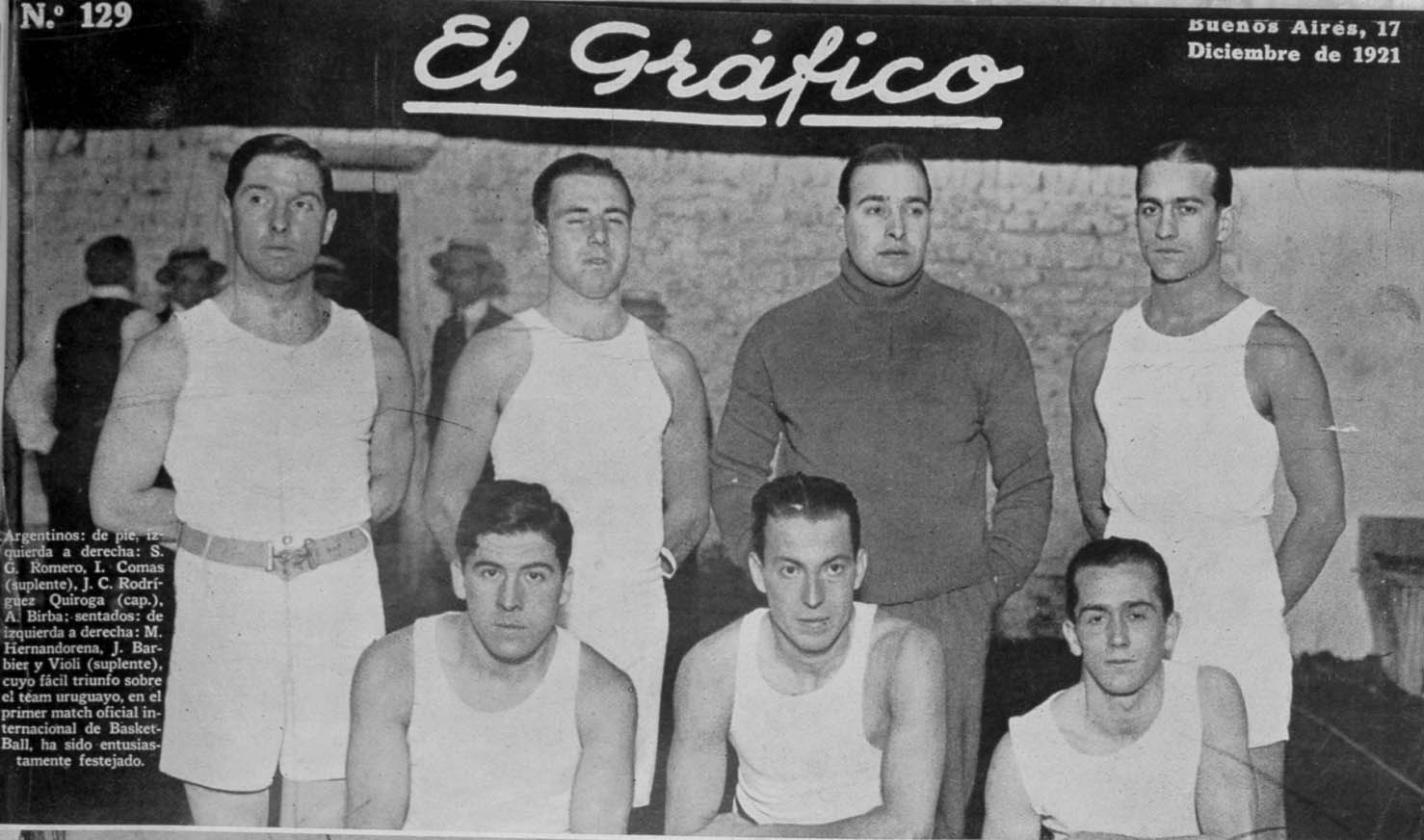
Argentina, 1921.

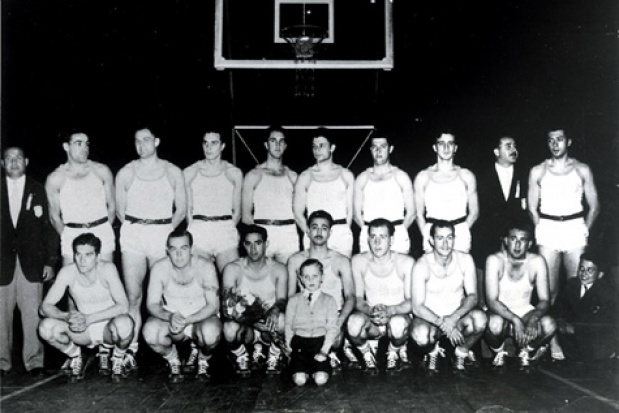
Argentina, 1950.

A Seleção Argentina de Basquetebol Masculino é a equipe de basquetebol que representa a Argentina em competições internacionais da modalidade. É gerida pela  Confederação Argentina de Basquetebol.
A Argentina foi a primeira seleção a conquistar o título mundial, em 1950. A equipe também ganhou o título olímpico em Atenas 2004.
Até a hoje, Argentina é a única seleção de basquete latino-americana que conquistou a quíntuple coroa: campeã do mundo (1950), campeã olímpica (2004), campeã da Copa das Confederações da FIBA (Diamond Ball 2008), Campeã da América (2001, 2011 e 2022), e campeã Pan-Americana (1995, 2019 e 2023). Além disso, é 13 vezes campeã sul-americana.
Após os Jogos Olímpicos Pequim 2008 (com Medalha de Bronze), a seleção albiceleste masculina tornou-se como a número 1 do Ranking Mundial da FIBA.

## Títulos
| Competição               | Ouro                                                                               | Prata                                                                        | Bronze                                                                             |
| Jogos Olímpicos          | (1) 2004                                                                           |                                                                              | (1) 2008                                                                           |
| Campeonato Mundial       | (1) 1950                                                                           | (2) 2002 e 2019                                                              |                                                                                    |
| FIBA Diamond Ball        | (1) 2008                                                                           |                                                                              | (1) 2004                                                                           |
| Jogos Pan-americanos     | (3) 1995, 2019 e 2023                                                              | (2) 1951 e 1955                                                              |                                                                                    |
| Copa América             | (3) 2001, 2011 e 2022                                                              | (5) 1995, 2003, 2005, 2007, 2015 e 2017                                      | (5) 1980, 1993, 1999, 2009 e 2013                                                  |
| Campeonato Sul-Americano | (13) 1934, 1935, 1941, 1942, 1943, 1966, 1976, 1979, 1987, 2001, 2004, 2008 e 2012 | (12) 1930, 1938, 1940, 1973, 1983, 1989, 1993, 1995, 1999, 2003, 2010 e 2014 | (13) 1932, 1939, 1945, 1960, 1961, 1969, 1971, 1977, 1981, 1985, 1991, 1997 e 2006 |

## Jogadores campeões Olímpicos 2004
- Alejandro Montecchia
- Pepe Sánchez
- Emanuel Ginóbili
- Andrés Nocioni
- Luis Scola
- Fabricio Oberto
- Walter Herrmann
- Carlos Delfino
- Leonardo Gutiérrez
- Hugo Sconochini
- Rubén Wolkowyski
- Gabriel Fernández
- Técnico - Rubén Magnano

## Outros jogadores notáveis na historia
- Oscar Alberto Furlong
- Jorge Racca
- Julio Rodríguez
- Hernán Montenegro
- Luis Villar
- Marcelo Milanesio
- Juan Espil
- Diego Osella
- Héctor "Pichi" Campana
- Facundo Sucatzky